# Chorothyse vesparia
Chorothyse vesparia är en skalbaggsart som beskrevs av Francis Polkinghorne Pascoe 1867. Chorothyse vesparia ingår i släktet Chorothyse och familjen långhorningar. Inga underarter finns listade i Catalogue of Life.